# Erik Werba

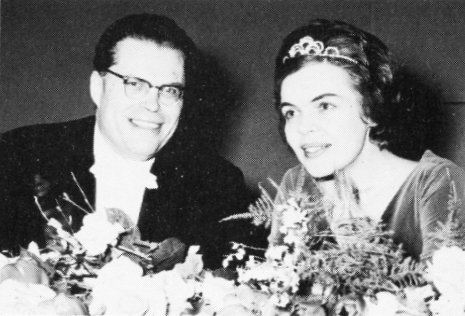
Erik Werba och Raili Kostia i Helsingfors år 1960.

Erik Werba, född 23 maj 1918 i Baden, Niederösterreich, död 9 april 1992 i Hinterbrühl, var en österrikisk tonsättare och  pianist.
Erik Werba utbildade sig vid Akademie für Musik und darstellende Kunst i Wien och disputerade vid Wiens universitet på avhandlingen Die Rolle und Bedeutung des Sängers bei Homer, Hesiod und Pindar. Han arbetade sedan som musikkritiker var efter andra världskriget, 1946–1987, ordförande för "Mozartgemeinde Wien" (Mozartsällskapet i Wien). Vid sidan av sitt arbete som musikkritiker och gymnasielärare specialiserade han sig på pianoackompanjemang. Mellan 1949 och 1990 var han lärare i lied och oratorium vid musikhögskolan i Wien och från 1964 till 1971 och vid universitetet i Graz. Han blev internationellt känd som en ackompanjatör till framstående sångare som Irmgard Seefried, Christa Ludwig, Walter Berry, Peter Schreier och Nicolai Gedda. Han undervisade i ackompanjemang och sång i Salzburg, Gent, Stockholm, Helsingfors och Tokyo. 
Werba tillhörde också redaktionerna för Mozartsällskapets tidning Wiener Figaro, Österreichische Musikzeitschrift och Musikerziehung. Han framträdde också som tonsättare av scenisk musik, kammarmusik och sånger.